# Seilern und Aspang
Seilern-Aspangové jsou rakouský šlechtický rod, od roku 1712 v hraběcím stavu. V 18. století zastávali vysoké funkce ve státní správě a diplomacii, později se členové rodu angažovali ve veřejném životě na Moravě, kde vlastnili rozsáhlé statky na Zlínsku a Novojičínsku. Ze svých majetků v českých zemích byli v roce 1945 odsunuti, jejich hlavním sídlem zůstal do 21. století zámek Litschau v Dolním Rakousku. Nejvýznamnější památkou na rod Seilernů v Česku je zámek Lešná.

## Dějiny rodu

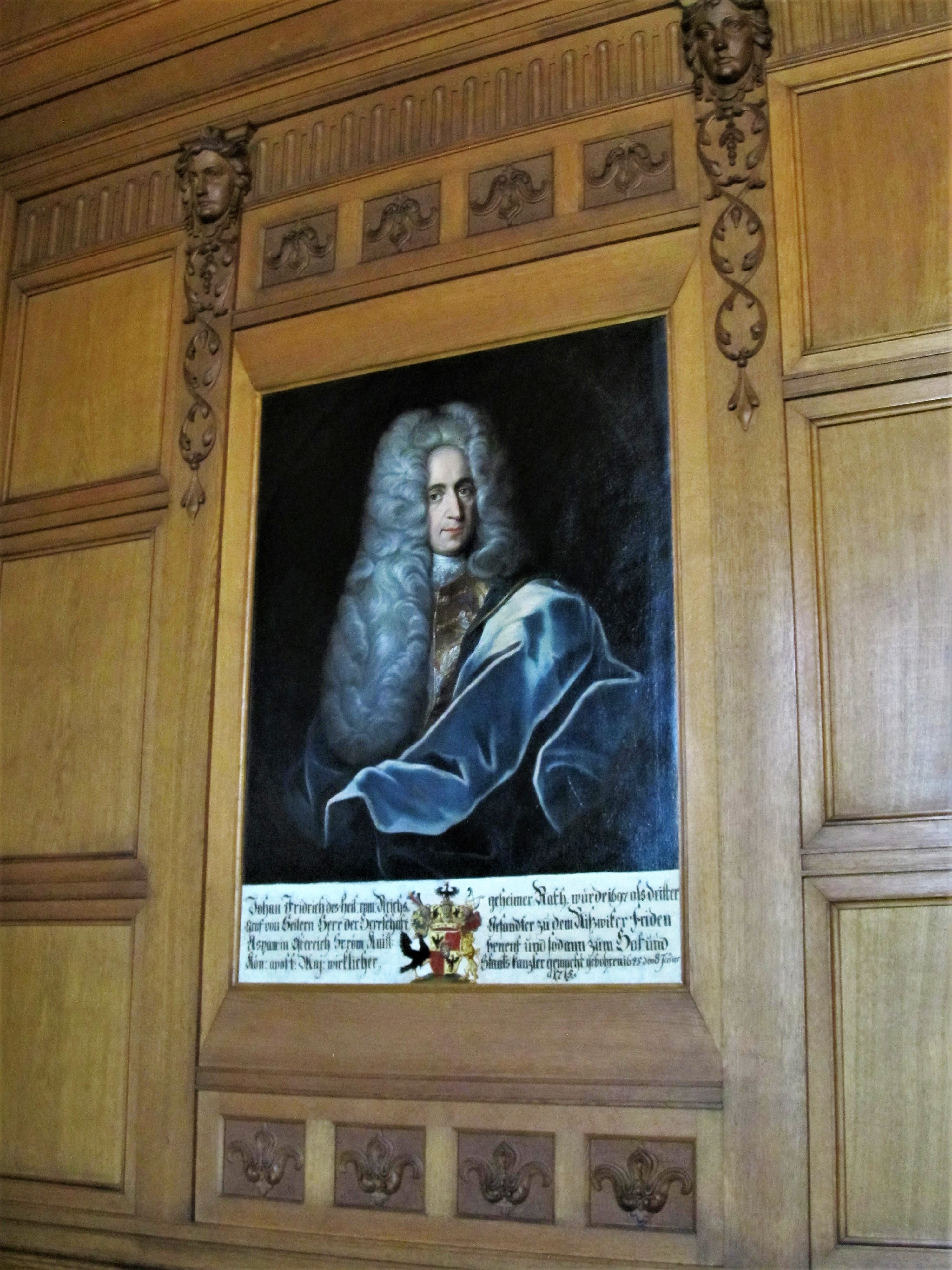
Rakouský dvorský kancléř hrabě Jan Bedřich ze Seilernu (1646–1715), portrét v Sále předků na zámku Lešná.

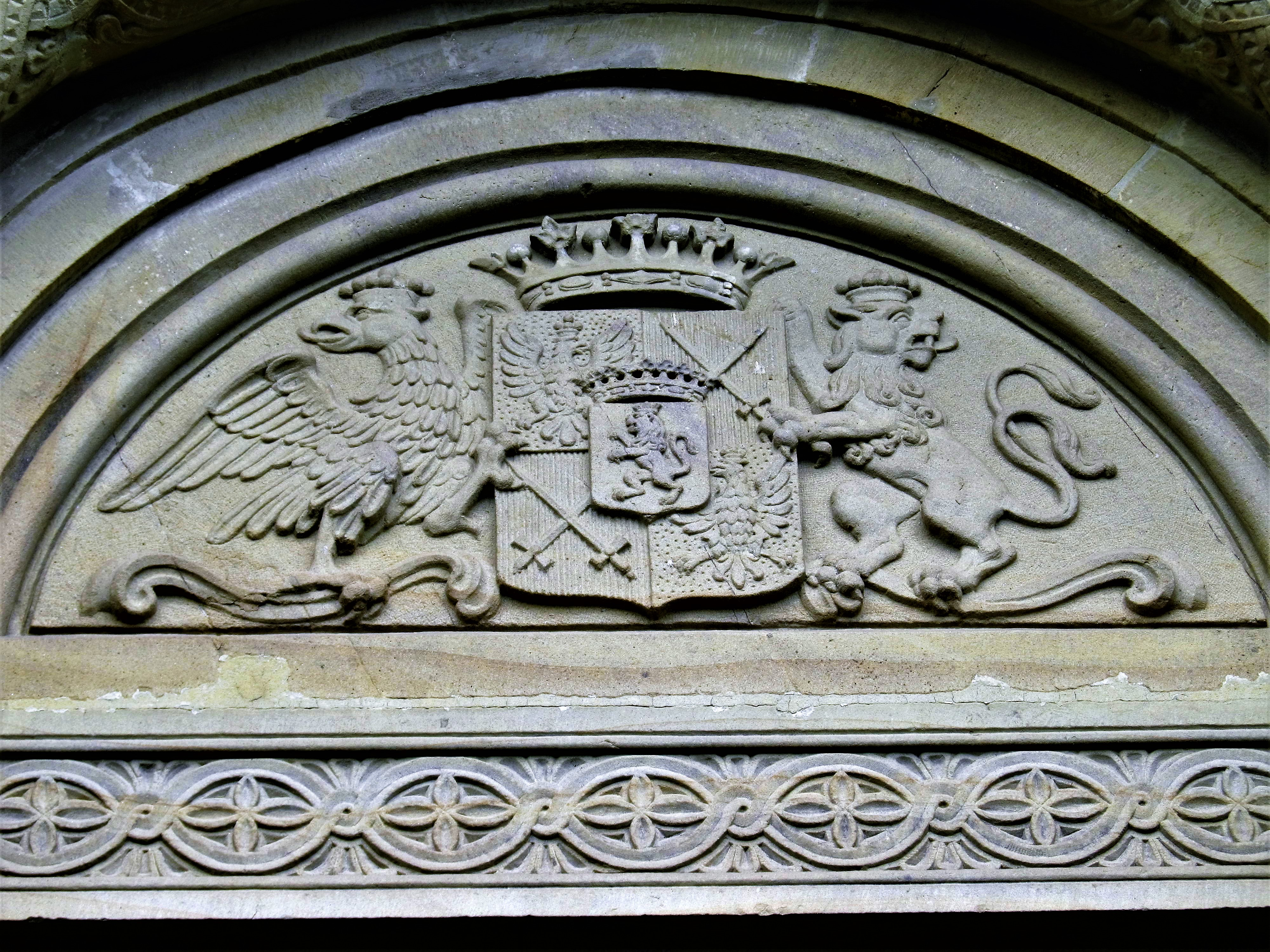
Erb Seilernů na rodové hrobce v Kostelci u Zlína

Zakladatelem rodu byl právník Jan Bedřich ze Seilernu (1646–1715), který pocházel z Falce, kde také vstoupil do státních služeb, po konverzi na katolickou víru přešel do služeb Habsburků. Získal důvěru císaře Leopolda I. a rychle postupoval ve šlechtické hierarchii (rytíř 1684, říšský svobodný pán 1693, říšský hrabě 1712). Je všeobecně považován za autora textu tzv. pragmatické sankce, jednoho z nejdůležitějších dokumentů doby vlády Karla VI. s dalekosáhlými důsledky. 
Jan Bedřich ze Seilernu neměl potomky a adoptoval svého synovce Jana Bedřicha Kicheliera (1675–1751), který pak převzal jméno Seilern i s hraběcím titulem, přičemž díky držbě statků v Korutansku užíval i jméno Aspang. Jan Bedřich II. ze Seilernu působil v diplomacii, později byl dvorským vicekancléřem a jako první z rodu získal statky na Moravě – v roce 1724 koupil za 202 000 zlatých panství s hradem Lukov. V roce 1735 získal čestné dědičné hodnosti nejvyššího poštmistra v Mantově a nejvyššího kuchmistra v Korutansku. V další generaci vynikl v diplomatických službách jeho syn Kristián August (1717–1801), dlouholetý vyslanec u říšského sněmu a v Londýně. Ten také dalšími nákupy rozmnožil rodový majetek na Moravě (Starý Jičín 1772, Přílepy 1779), položil ale i základy vlastnictví v Rakousku (panství Litschau, 1763). Na moravských statcích se Kristián August zdržoval jen výjimečně, ale když odešel ze státních služeb do penze, nechal koncem 18. století postavit jako letní sídlo zámek v Kralicích na Hané a na lukovském panství zámek Lešná.
V první polovině 19. století se Seilernové potýkali s vyrovnáváním dluhů na panství Starý Jičín, později docházelo i ke štěpení majetku mezi početné potomstvo (například velkostatek Kurovice byl na přelomu 19. a 20. století rozdělen na šest dílů). Tehdy se Seilernové také aktivně zapojili do veřejného života na Moravě a tři členové rodu zasedali jako poslanci v Moravském zemském sněmu. Z nich Karel Maxmilián (1825–1905) obohatil díky sňatku rodový majetek o zámek Milotice. Správu Milotic pak převzal jeho syn Karel František ze Seilernu (1852–1916), který se kromě výkonu poslaneckého mandátu na zemském sněmu zaměřoval i na podporu české menšiny ve Vídni. Na zemském sněmu zasedal i starší bratr Karla Maxmiliána, Josef František Seilern-Aspang (1823–1868).

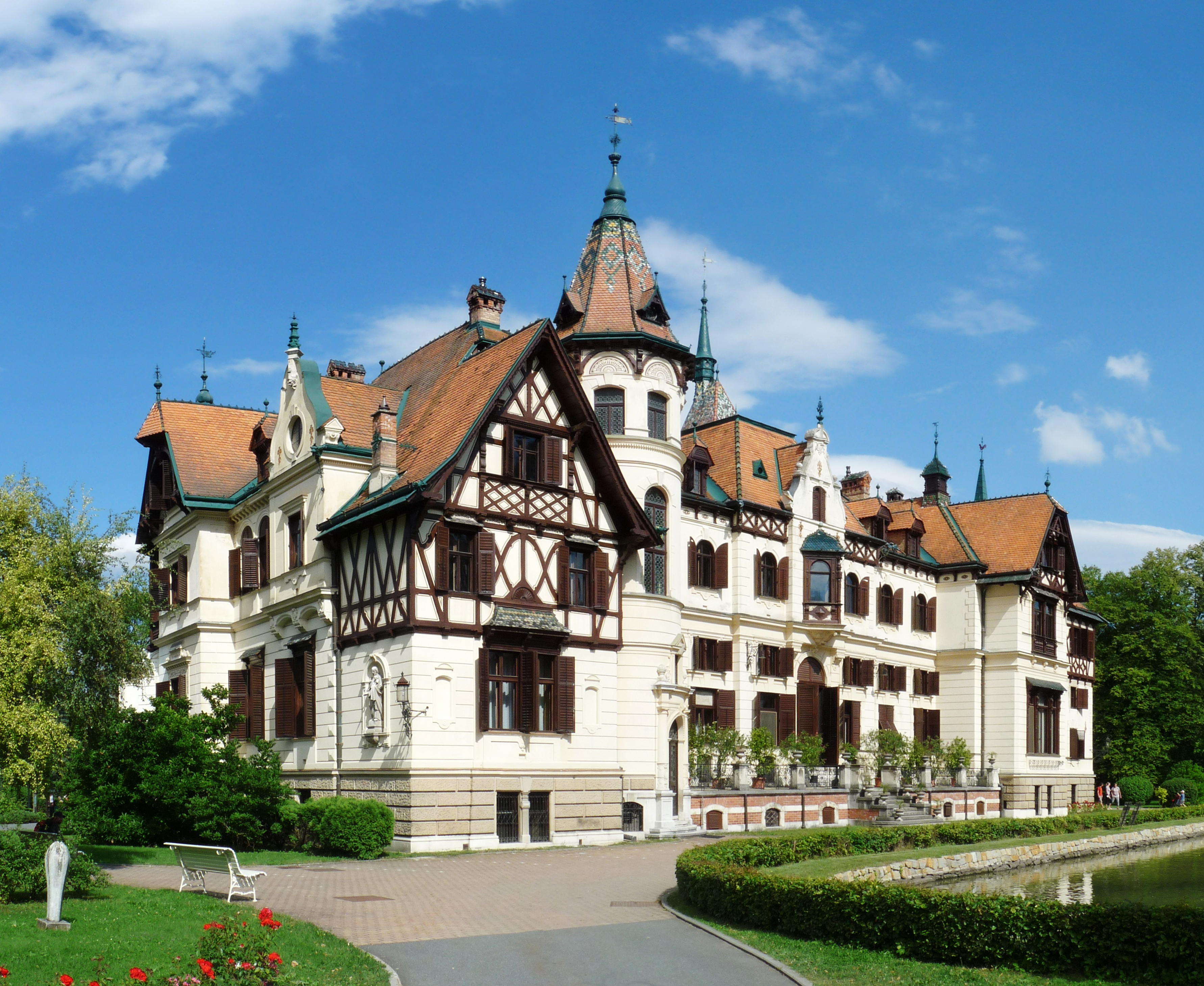
Zámek Lešná

Nejvýznamnější stavební památku na rod Seilernů představuje zámek Lešná, jehož nákladnou přestavbu v letech 1887–1894 inicioval hrabě František ze Seilernu (1859–1919). Teprve tehdy se moravské sídlo Seilernů stalo místem setkávání smetánky z celé monarchie. Jeho syn Josef ze Seilernu (1883–1939) proslul jako cestovatel, věnoval se ornitologii a jeho sbírky jsou dnes uloženy v Moravském zemském muzeu v Brně. Jeho sňatek s hraběnkou Terezií Lažanskou z Bukové (1890–1979) přinesl Seilernům velkostatek Manětín v západních Čechách, který od roku 1943 držel jejich syn František Josef ze Seilernu (1914–2004). Jemu byly majetky v roce 1945 zkonfiskovány na základě Benešových dekretů, totéž se týkalo i jeho bratrance Ladislava (1886–1976), který vlastnil zámky v Miloticích a Přílepech. 
Po ztrátě majetků v Československu přesídlili Seilernové na zámek Litschau, který je dodnes jejich soukromým majetkem a pro veřejnost není přístupný. Současným reprezentantem hlavní rodové větve je Jan Seilern-Aspang (* 1945). Historii rodu na území České republiky dnes kromě zmíněného zámku v Lešné připomíná také hrobka na hřbitově v nedaleké Štípě.

## Majetek rodu v Čechách a na Moravě

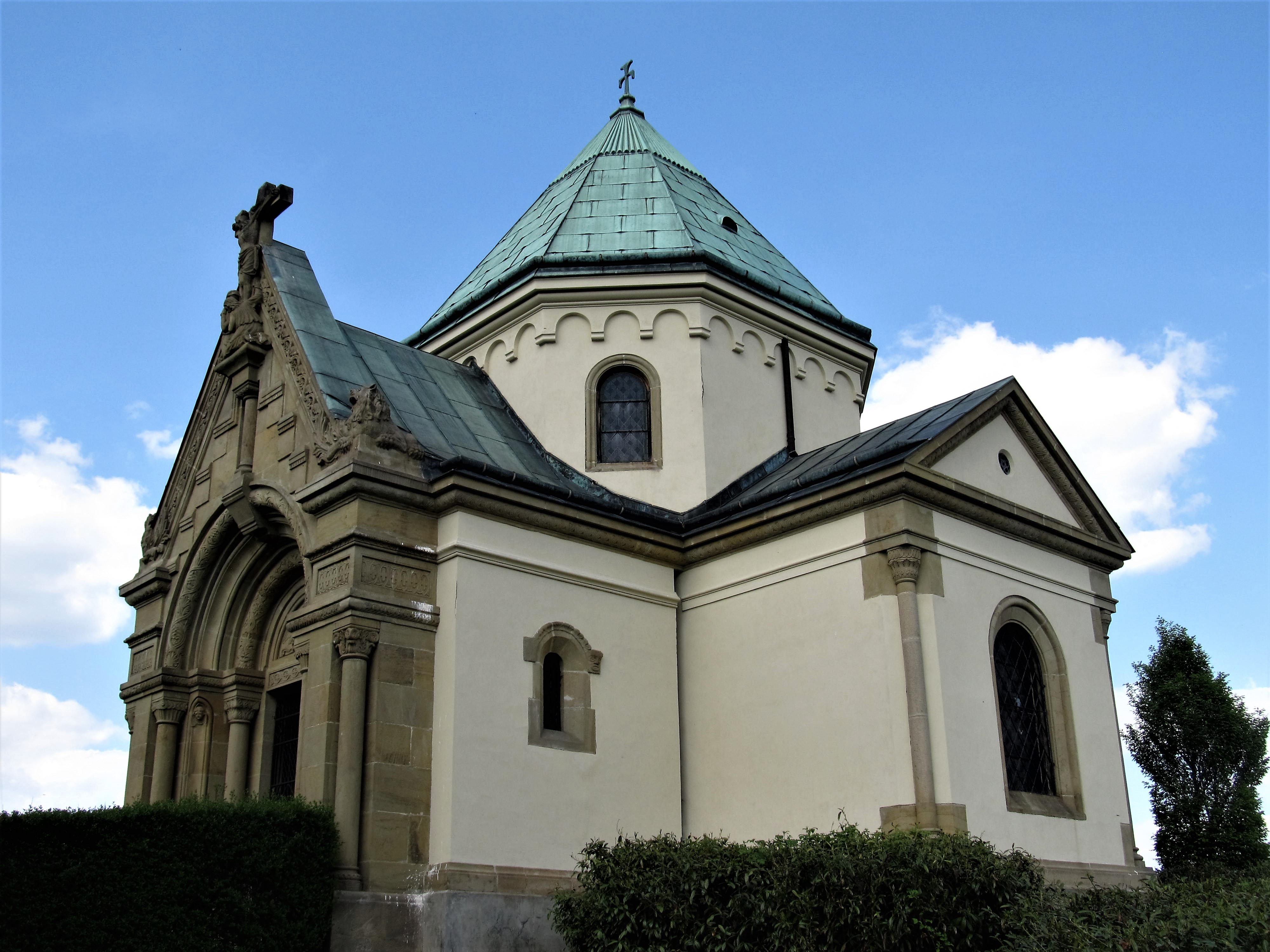
Hrobka Seilernů na hřbitově v Kostelci u Zlína

- Kralice na Hané (1791–1923)
- Krásno nad Bečvou (1913-1943)
- Lešná (1724–1945)
- Lukov (1724–1945)
- Manětín (1943–1945)
- Milotice (1888–1945)
- Přílepy (1779–1945)
- Starý Jičín (1772–1906)

## Osobnosti rodu
- Jan Bedřich ze Seilernu (1646–1715), zakladatel rodu, rakouský dvorní kancléř a právník, autor Pragmatické sankce
- Kristian August ze Seilernu (1717–1801), rakouský diplomat a politik
- Marie Krescencie ze Seilernu (1799–1875), manželka maďarského politika Štěpána Széchenyiho
- Josef František ze Seilernu-Aspangu (1823–1868), politik
- Karel Maxmilián ze Seilernu-Aspangu (1825–1905), rakouský politik a statkář
- Elisabeth Seilernová (1838–1909), rozená Stürgkhová, stavitelka Villy Seilern v Bad Ischlu
- Karel František ze Seilernu (1852–1916), politik
- Josef Karel ze Seilernu-Aspangu (* 25. 11. 1883 ve Štípě, † 18. 8. 1939 tamtéž), přírodovědec, zejména v oboru ornitologie, mineralogie a entomologie
- Antoine Seilern-Aspang (1901–1978), rakousko-britský historik a sběratel umění
- František Josef ze Seilernu (1914–2004), majitel panství v západních Čechách, zkonfiskovaných na základě Benešových dekretů